# Milosevits Péter
Milosevits Péter (szerbül: Петар Милошевић, Petar Milošević; Budakalász, 1952. március 3. – Szentendre, 2021. november 19.) szerb nemzetiségű magyar író, költő, műfordító, irodalomtörténész, újságíró, lapszerkesztő, egyetemi oktató.

## Életrajza
Budakalászon született, hagyományait őrző, régi szerb családban. 1976-ban magyar–szerbhorvát középiskolai tanár lett a Szerbhorvát Tanítási Nyelvű Gimnáziumban. 1977-ben az ELTE Bölcsészettudományi Kar Szláv Filológiai Tanszéken először tudományos továbbképzési ösztöndíjas, majd 1980-tól egyetemi tanársegéd lett. 1984-től adjunktus, 1995-től docens, 2011-től egyetemi tanár minősítésben dolgozott a tanszéken.
1979-ben doktorált, kandidátusi fokozatot 1994-ben szerzett. 2000-ben habilitált, 2008-tól az MTA doktora. Nyugdíjazásáig az ELTE BTK Szláv Filológiai Tanszékén a szerb szak vezetője és a „Szláv irodalmak és kultúrák az európai kontextusban” című doktori program vezetője.

## Szervezeti tagságai
- A Magyar Írószövetség és a Szerb Írószövetség (Belgrád) tagja
- Az Akadémiai Kiadó Világirodalmi lexikon című kiadványának főmunkatársa (1986–1991)
- A budapesti Jakov Ignjatović Alapítvány alapító tagja (1989)
- Az újvidéki Matica srpska Igazgatótanácsának (Upravni odbor) tagja (2000–2004)
- Témavezető „A (magyar) digitális irodalom alakulása – a hypertext” című – OTKA pályázat támogatásával készült – irodalmi adatbázis és honlap létrehozásában (2001–2044)
- Magyarországi felelős a „Projekat Rastko – Biblioteka srpske kulture” című szerb digitális gyűjtemény és honlap létrehozásában és folyamatos bővítésében (2001-től)
- A Narodne novine című magyarországi délszláv hetilap irodalmi és kulturális rovatának vezetője (1979–1991)
- A Narodne novine Neven című kulturális kiadványa szerkesztőbizottságának tagja (1984–1989)
- A Glas című budapesti irodalmi folyóirat szerkesztőbizottságának elnöke (1989–1991)
- A Magyarországi Horvát, Szerb és Szlovén Írók Egyesületének elnöke (1989–1991)
- A Srpske narodne novine főszerkesztője (1991–1999)
- Az Almanah Srpskih narodnih novina főszerkesztője (1991–1999)
- A felújított Neven főszerkesztője (2003-tól)
- A Magyarországi Szerb Kulturális és Dokumentációs Központ (Budapest) „Venclović Műhely” nevű kiadói részlegének megalapítója és vezetője (2007-től)

## Művei

### Külföldi (és vegyes) megjelenés
- Sentandrejski tipik. Književna zajednica Novog Sada, Novi Sad, 1990, 64 p.
- London, Pomaz. Matica srpska – Római Kiadó, Novi Sad – Budapest, 1994, 204. p. Második kiadás: London, Pomaz. (Post)ljubavni roman. Agora – Radionica „Venclović”, Zrenjanin – Novi Sad – Budapest, 2014, 114 p.
- Mi že Sentandrejci. Porodični rikvercroman (magyarul: Az utolsó szentendrei szerb. Családi rükvercregény). Matica srpska – Izdan, Novi Sad – Budapest, 1997. Második kiadás: Mi že Sentandrejci. Porodični rikverc-roman. Agora – Radionica Venclović, Novi Sad – Budapest, 2015, 164 p.
- Bitka za Sulejmanovac. Matica srpska – Izdan, Novi Sad – Budapest, 2000, 174 p.
- Websajt-stori. Internet-roman. Narodna knjiga / Alfa – Izdan, Beograd – Budapest, 2002, 182 p. és www.rastko.rs
- Poezija apsurda (Vasko Popa). Službeni glasnik, Beograd, 2008, 174 p.
- Storija srpske književnosti. Službeni glasnik – Radionica „Venclović”, Beograd – Budapest, 2010, 848 p.
- Tinja Kalaz. Agora, Nagybecskerek, 2013, 292 p.
- A szerb limesről [Slavomir Grozdenović-tyal, magyar, szerb, román és angol nyelven]. Savez Srba u Rumuniji, Temesvár, 2016, 160 (80+80) p.
- Trik-roman. Agora, Novi Sad, 2021, 114 p.

### Magyarországi megjelenés
- Ogledi i kritike. O savremenoj književnosti Srba i Hrvata u Mađarskoj. Tankönyvkiadó Vállalat, Budapest, 1991, 220 p.
- Naći ću drugog. Pripovetke. Izdan, Budapest, 1994, 270 p.
- A szerb irodalom története. Nemzeti Tankönyvkiadó, Budapest, 1998, 540 p. és A szerb irodalom története.
- Az emberiségkölteménytől a trükkregényig. Irodalmi tanulmányok. ELTE, Szláv Filológiai Tanszék, Budapest, 2004, 216 p. (Opera Slavica Budapestinensia. Litterae Slavicae)
- Od deseterca do hiperteksta. Književne studije. ELTE, Szláv Filológiai Tanszék, Budapest, 2007, 328 p. (Opera Slavica Budapestinensia. Litterae Slavicae)
- Danas, juče, prekjuče. Skice i eseji o našoj književnosti u Mađarskoj. ELTE, Szláv Filológiai Tanszék, Budapest, 2008, 192 p. (Opera Slavica Budapestinensia. Litterae Slavicae)
- London, Pomáz. Venclovics Műhely, Budapest, 2016, 124 p.
- Az utolsó szentendrei szerb. Családi rükvercregény. Venclovics Műhely, Budapest, 2018, 136 p.
- Kaláz parazsa. Irodalmi mű, valóságból vett extrákkal. Szentendrei Könyvklub, Szentendre, 2020, 224 p.
- A szulejmanováci csata. Háborús-fantasztikus regény. Szentendrei Könyvklub, Szentendre, 2021, 76 p.
- Honlap-sztori. Internetregény, papíron. Szentendrei Könyvklub, Szentendre, 2021, 84 p.
- Szentendrei regula. Szabad- és énekelhető versek. Szentendrei Könyvklub, Szentendre, 2021, 96 p.
- Trükkregény. Önmegvalósító mű. Szentendrei Könyvklub, Szentendre, 2021, 142 p.
- Valaki más. Buli- és művésznovellák. Szentendrei Könyvklub, Szentendre, 2021, 76 p.
- Ta/lányok. Igaz és hamis történetek. Szentendrei Könyvklub, Szentendre, 2021, 116 p.
- Szentendrei kvartett. Regénytetralógia. Szentendrei Könyvklub, Szentendre, 2021, 400 p.
- Abszurd líra. Vasko Popa költészete az abszurd dráma és próza kontextusában – Beckett, Camus, Kafka. ELTE BTK Szláv Filológiai Tanszék, Budapest, 2022, 144 p.

### Tankönyvek
- Pregled književnosti za IV razred gimnazije s hrvatskosrpskim nastavnim jezikom. Tankönyvkiadó, 1982, Budapest, 164 p. Második kiadás: ua., 1990
- Književnost za 10. razred srpske gimnazije. Nemzeti Tankönyvkiadó, Budapest, 2005, 228 p.
- Hrestomatija za 10. razred srpske gimnazije. Nemzeti Tankönyvkiadó, Budapest, 2005, 256 p.
- Književnost za 9. razred srpske gimnazije. Nemzeti Tankönyvkiadó, Budapest, 2006, 272 p. [Predrag Stepanović-tyal]
- Hrestomatija za 9. razred srpske gimnazije. Nemzeti Tankönyvkiadó, Budapest, 2006, 192 p. [Predrag Stepanović-tyal]
- Književnost za 11. razred srpske gimnazije. Nemzeti Tankönyvkiadó, Budapest, 2012, 260 p.
- Književnost za 12. razred srpske gimnazije. Nemzeti Tankönyvkiadó, Budapest, 2012, 260 p.

## Díjak, kitüntetések
- Jakov Ignjatović Alapítvány díja, Budapest, 1991
- A Magyar Irodalomtörténeti Társaság plakettje
- „Račanska povelja”, Bajina Bašta, Szerbia, 2008
- Nagrada „Borisav Stanković”, Vranje, 2013, az év szerb regénye (Tinja Kalaz)
- Nagrada „Branko Radičević”, Sremski Karlovci, 2014
- Nagrada „Rastko Petrović”, Beograd, 2017